# Philonotis pugionifolia
Philonotis pugionifolia är en bladmossart som beskrevs av Nathaniel Lord Britton 1896. Philonotis pugionifolia ingår i släktet källmossor, och familjen Bartramiaceae. Inga underarter finns listade i Catalogue of Life.